# Scaphosepalum
Scaphosepalum – rodzaj roślin z rodziny storczykowatych (Orchidaceae). Obejmuje 56 gatunków występujących w Ameryce Południowej i Środkowej w takich krajach jak: Boliwia, Kolumbia, Kostaryka, Ekwador, Gwatemala, Gujana, Honduras, Meksyk, Panama, Peru, Wenezuela.

## Systematyka
Rodzaj sklasyfikowany do podplemienia Pleurothallidinae w plemieniu Epidendreae, podrodzina epidendronowe (Epidendroideae), rodzina storczykowate (Orchidaceae), rząd szparagowce (Asparagales) w obrębie roślin jednoliściennych.
Wykaz gatunków
- Scaphosepalum acutiusculum Vierling
- Scaphosepalum anchoriferum (Rchb.f.) Rolfe
- Scaphosepalum andreettae Luer
- Scaphosepalum antenniferum Rolfe
- Scaphosepalum atropurpureum L.Valenz.
- Scaphosepalum beluosum Luer
- Scaphosepalum bicolor Luer & R.Escobar
- Scaphosepalum bicristatum Luer
- Scaphosepalum breve (Rchb.f.) Rolfe
- Scaphosepalum cimex Luer & Hirtz
- Scaphosepalum clavellatum Luer
- Scaphosepalum cloesii Luer
- Scaphosepalum corniculatum Vierling
- Scaphosepalum dalstroemii Luer
- Scaphosepalum decorum Luer & R.Escobar
- Scaphosepalum delhierroi Luer & Hirtz
- Scaphosepalum digitale Luer & Hirtz
- Scaphosepalum dodsonii Luer
- Scaphosepalum fimbriatum Luer & Hirtz
- Scaphosepalum gibberosum (Rchb.f.) Rolfe
- Scaphosepalum globosum Luer & Hirtz
- Scaphosepalum grande Kraenzl.
- Scaphosepalum hirtzii Luer
- Scaphosepalum jostii Luer
- Scaphosepalum lima (F.Lehm. & Kraenzl.) Schltr.
- Scaphosepalum luanneae Baquero
- Scaphosepalum macrodactylum (Rchb.f.) Rolfe
- Scaphosepalum manningii Luer
- Scaphosepalum martineae Luer
- Scaphosepalum medinae Luer & J.Portilla
- Scaphosepalum merinoi Luer
- Scaphosepalum microdactylum Rolfe
- Scaphosepalum odontochilum Kraenzl.
- Scaphosepalum ophidion Luer
- Scaphosepalum ovulare Luer
- Scaphosepalum panduratum Luer & R.Escobar
- Scaphosepalum parviflorum Luer & Hirtz
- Scaphosepalum pleurothallodes Luer & Hirtz
- Scaphosepalum portillae Luer
- Scaphosepalum pulvinare (Rchb.f.) Rolfe
- Scaphosepalum rapax Luer
- Scaphosepalum redderianum Luer & Sijm
- Scaphosepalum reptans Luer & Hirtz
- Scaphosepalum rinkei Luer & Endara
- Scaphosepalum sorgii Vierling
- Scaphosepalum swertiifolium (Rchb.f.) Rolfe
- Scaphosepalum tarantula Baquero & Hirtz
- Scaphosepalum tiaratum Luer
- Scaphosepalum translucens Luer & Hirtz
- Scaphosepalum triceratops Luer & Andreetta
- Scaphosepalum ursinum Luer
- Scaphosepalum verrucosum (Rchb.f.) Pfitzer
- Scaphosepalum viviparum Luer
- Scaphosepalum ximenae Luer & Hirtz
- Scaphosepalum xystra Luer
- Scaphosepalum zieglerae Baquero